# Hokejová Liga mistrů 2023/2024
Hokejová Liga mistrů 2023/2024 byla devátou sezónou Hokejové ligy mistrů, evropského turnaje v ledním hokeji. Turnaje se účastní 24 týmů, které se kvalifikovaly pouze na základě sportovních výsledků. Kromě úřadujícího mistra bylo šest zakládajících lig zastoupeno po třech týmech a pět „vyzývacích lig“ po jednom týmu.

## Změna formátu
Od sezóny 2023/2024 se změnil formát soutěže. Počet týmu se snížil ze 32 na 24. Skupinová fáze byla nahrazena základní částí, v níž týmy odehrály šest zápasů každý s každým, přičemž týmy byly seřazeny podle celkového pořadí a do play-off postoupilo 16 nejlépe umístěných týmů.
Při losování základní části byly týmy rozděleny do čtyř skupin po šesti týmech. Nasazení záviselo na úspěších týmů v jejich národních ligách a na postavení příslušné ligy v žebříčku CHL. Každý tým byl nalosován proti dvěma týmům z každé ze tří zbývajících skupin.
V play-off vytvořily týmy dvojice na základě celkového pořadí v základní části.
Poprvé od sezóny 2015/2016 nedostal vítěz Kontinentálního poháru IIHF místo na divoké kartě.

## Rozdělení týmů
Ligy se účastnilo celkem 24 týmů z různých evropských prvoligových soutěží. Kvalifikační kritéria pro národní ligy byla založena na následujících pravidlech:
1. Vítěz Hokejové Ligy mistrů
2. Mistři národní ligy (vítězové play-off)
3. Vítězové základní části
4. Vicemistři základní části
5. Tým na 3. místě po základní části národní ligy

### Týmy
| Tým                       | Město       | Liga                    | Kvalifikace                | Účast | Nejlepší předchozí umístění |
| ------------------------- | ----------- | ----------------------- | -------------------------- | ----- | --------------------------- |
| Tappara                   | Tampere     | Liiga                   | Vítěz v roce 2023          | 9.    | Vítěz                       |
| Växjö Lakers              | Växjö       | SHL                     | Vítěz play-off             | 7.    | Finále                      |
| Skellefteå AIK            | Skellefteå  | SHL                     | Vítěz základní části       | 8.    | Semifinále                  |
| Färjestad BK              | Karlstad    | SHL                     | 3. místo po základní části | 3.    | Osmifinále                  |
| HC Servette Ženeva        | Ženeva      | National League         | Vítěz základní části       | 3.    | Osmifinále                  |
| EHC Biel-Bienne           | Biel/Bienne | National League         | 2. místo po základní části | 2.    | Čtvrtfinále                 |
| SC Rapperswil-Jona Lakers | Rapperswil  | National League         | 3. místo po základní části | 2.    | Základní skupina            |
| Red Bull München          | Mnichov     | Deutsche Eishockey Liga | Vítěz základní části       | 8.    | Finále                      |
| ERC Ingolstadt            | Ingolstadt  | Deutsche Eishockey Liga | 2. místo po základní části | 4.    | Šestnáctifinále             |
| Adler Mannheim            | Mannheim    | Deutsche Eishockey Liga | 3. místo po základní části | 7.    | Osmifinále                  |
| Tampereen Ilves           | Tampere     | Liiga                   | 2. místo po základní části | 2.    | Skupinová fáze              |
| Lukko                     | Rauma       | Liiga                   | 3. místo po základní části | 5.    | Semifinále                  |
| Pelicans                  | Lahti       | Liiga                   | 4. místo po základní části | 2.    | Základní skupina            |
| HC Oceláři Třinec         | Třinec      | Tipsport extraliga      | Vítěz play-off             | 8.    | Semifinále                  |
| HC Dynamo Pardubice       | Pardubice   | Tipsport extraliga      | Vítěz základní části       | 4.    | Základní skupina            |
| HC Vítkovice Ridera       | Ostrava     | Tipsport extraliga      | 2. místo po základní části | 4.    | Čtvrtfinále                 |
| Red Bull Salzburg         | Salcburk    | ICE Hockey League       | Vítěz play-off             | 8.    | Semifinále                  |
| HC Bolzano                | Bolzano     | ICE Hockey League       | Vítěz základní části       | 4.    | Osmifinále                  |
| Innsbruck                 | Innsbruck   | ICE Hockey League       | 3. místo po základní části | 1.    | První účast                 |
| Aalborg Pirates           | Aalborg     | Metal Ligaen            | Vítěz play-off             | 3.    | Základní skupina            |
| Dragons de Rouen          | Rouen       | Ligue Magnus            | Vítěz play-off             | 4.    | Čtvrtfinále                 |
| Stavanger Oilers          | Stavanger   | Elitehockeyligaen       | Vítěz play-off             | 6.    | Osmifinále                  |
| HC Košice                 | Košice      | Tipsport liga           | Vítěz play-off             | 4.    | Osmifinále                  |
| Belfast Giants            | Belfast     | Elite Ice Hockey League | Vítěz základní části       | 3.    | Základní skupina            |

## Termíny kol a losování
Harmonogram soutěže je následující.
| Fáze           | Kolo        | Datum losování  | První kolo             | Druhé kolo             |
| -------------- | ----------- | --------------- | ---------------------- | ---------------------- |
| Skupinová fáze | 1. zápas    | 24. května 2023 | 31. srpna–1. září 2023 | 31. srpna–1. září 2023 |
| Skupinová fáze | 2. zápas    | 24. května 2023 | 2–3. září 2023         | 2–3. září 2023         |
| Skupinová fáze | 3. zápas    | 24. května 2023 | 7–8. září 2023         | 7–8. září 2023         |
| Skupinová fáze | 4. zápas    | 24. května 2023 | 9–10. září 2023        | 9–10. září 2023        |
| Skupinová fáze | 5. zápas    | 24. května 2023 | 10–11. října 2023      | 10–11. října 2023      |
| Skupinová fáze | 6. zápas    | 24. května 2023 | 17–18. října 2023      | 17–18. října 2023      |
| Play-off       | Osmifinále  | bude oznámeno   | 14–15. listopadu 2023  | 21–22. listopadu 2023  |
| Play-off       | Čtvrtfinále | bude oznámeno   | 5–6. prosince 2023     | 12. prosince 2023      |
| Play-off       | Semifinále  | bude oznámeno   | 9–10. ledna 2024       | 16–17. ledna 2024      |
| Play-off       | Finále      | bude oznámeno   | 20. února 2024         | 20. února 2024         |

## Základní část
V základní části bylo 24 týmů sloučeno do jedné tabulky. Každý tým hrál jednou doma a jednou venku proti šesti různým soupeřům. Do osmifinále postoupilo šestnáct nejlepších týmů.
Losování základní části proběhlo 24. května 2023 ve finském Tampere.

### Výkonnostní koše
Zúčastněné týmy byly nasazeny do skupin A až D podle výsledků v národních ligách a postavení v žebříčku CHL. Úřadující mistř Tappara byla nejvýše nasazeným týmem, a proto dostala místo v koši A. V nejvyšším koši byli také úřadující mistři čtyř z pěti nejlepších zakládajících lig podle ligového žebříčku (Švédsko, Švýcarsko, Německo a ICE Hockey League), stejně jako druhý tým základní části Liigy 2022/23.
| Koš A                                                                                      | Koš B                                                                         | Koš C                                                                                     | Koš D                                                                                       |
| ------------------------------------------------------------------------------------------ | ----------------------------------------------------------------------------- | ----------------------------------------------------------------------------------------- | ------------------------------------------------------------------------------------------- |
| Tappara Växjö Lakers HC Servette Ženeva Red Bull München Tampereen Ilves Red Bull Salzburg | Oceláři Třinec Skellefteå AIK EHC Biel-Bienne ERC Ingolstadt Lukko HC Bolzano | Dynamo Pardubice Färjestad BK Rapperswil-Jona Lakers Adler Mannheim Pelicans HC Innsbruck | Vítkovice Ridera Dragons de Rouen Stavanger Oilers Aalborg Pirates Belfast Giants HC Košice |

### Tabulka
| Poř. | Tým                       | Z | V | VP | PP | P | VG | OG | B  |
| ---- | ------------------------- | - | - | -- | -- | - | -- | -- | -- |
| 1.   | Adler Mannheim            | 6 | 5 | 0  | 1  | 0 | 21 | 9  | 16 |
| 2.   | Växjö Lakers              | 6 | 4 | 2  | 0  | 0 | 29 | 13 | 16 |
| 3.   | Lukko                     | 6 | 5 | 0  | 0  | 1 | 21 | 14 | 15 |
| 4.   | Färjestad BK              | 6 | 4 | 1  | 0  | 1 | 26 | 11 | 14 |
| 5.   | Skellefteå AIK            | 6 | 4 | 0  | 0  | 2 | 18 | 11 | 12 |
| 6.   | Tampereen Ilves           | 6 | 3 | 1  | 1  | 1 | 22 | 18 | 12 |
| 7.   | HC Servette Ženeva        | 6 | 3 | 1  | 0  | 2 | 25 | 14 | 11 |
| 8.   | Pelicans                  | 6 | 3 | 1  | 0  | 2 | 23 | 15 | 11 |
| 9.   | Vítkovice Ridera          | 6 | 2 | 2  | 1  | 1 | 19 | 14 | 11 |
| 10.  | Red Bull München          | 6 | 3 | 0  | 1  | 2 | 22 | 16 | 10 |
| 11.  | Dynamo Pardubice          | 6 | 3 | 0  | 1  | 2 | 20 | 14 | 10 |
| 12.  | Oceláři Třinec            | 6 | 3 | 0  | 1  | 2 | 21 | 17 | 10 |
| 13.  | EHC Biel-Bienne           | 6 | 3 | 0  | 1  | 2 | 19 | 17 | 10 |
| 14.  | HC Innsbruck              | 6 | 3 | 0  | 0  | 3 | 18 | 26 | 9  |
| 15.  | ERC Ingolstadt            | 6 | 3 | 0  | 0  | 3 | 13 | 22 | 9  |
| 16.  | SC Rapperswil-Jona Lakers | 6 | 2 | 1  | 1  | 2 | 21 | 22 | 9  |
| 17.  | Belfast Giants            | 6 | 2 | 1  | 0  | 3 | 10 | 13 | 8  |
| 18.  | Tappara                   | 6 | 1 | 2  | 0  | 3 | 18 | 17 | 7  |
| 19.  | Dragons de Rouen          | 6 | 2 | 0  | 0  | 4 | 16 | 26 | 6  |
| 20.  | Red Bull Salzburg         | 6 | 1 | 0  | 1  | 4 | 9  | 17 | 4  |
| 21.  | Stavanger Oilers          | 6 | 1 | 0  | 1  | 4 | 14 | 25 | 4  |
| 22.  | HC Bolzano                | 6 | 0 | 0  | 1  | 5 | 7  | 26 | 1  |
| 23.  | Aalborg Pirates           | 6 | 0 | 0  | 1  | 5 | 9  | 31 | 1  |
| 24.  | HC Košice                 | 6 | 0 | 0  | 0  | 6 | 9  | 22 | 0  |

| Vysvětlivka        |
| ------------------ |
| Postup do play-off |
| Konec v soutěži    |

### Kritéria pro nerozhodný výsledek v základní části
Týmy budou hodnoceny podle bodů (3 body za výhru v základní hrací době, 2 body za výhru v prodloužení, 1 bod za prohru v prodloužení, 0 bodů za prohru v základní hrací době). Pokud budou mít dva nebo více týmů stejný počet bodů, budou pro určení pořadí použita následující kritéria rovnosti bodů v uvedeném pořadí:
1. Vyšší počet vítězství v základní hrací době (vítězství za 3 body);
2. Vyšší počet vítězství celkem (vítězství v základní hrací době + vítězství v prodloužení a nájezdech);
3. Lepší brankový rozdíl;
4. Více vstřelených gólů;
5. Více vstřelených gólů venku;
6. Vyšší pozice ve výkonnostním koši CHL.

## Play-off

### Formát
V play-off budou dvojice vytvořeny na základě umístění týmů v základní části takto: tým, který skončil na 1. místě v základní části, se utká s týmem, který skončil na 16. místě, tým, který skončil na 2. místě, se utká s týmem, který skončil na 15. místě, atd. Ve čtvrtfinále a semifinále se nebude losovat play-off ani se nebude provádět žádné dosazování. V každém kole s výjimkou finále sehrají týmy dvě utkání a o postupujícím rozhodne celkové skóre. První utkání hostí tým s nižším nasazením, druhé utkání se hraje na domácím ledě druhého týmu. Pokud je celkové skóre nerozhodné, následuje prodloužení. Pokud je prodloužení bezbrankové, postupuje tým, který zvítězí v nájezdech.
Finále se hraje na domácím ledě týmu s vyšším nasazením.

### Pavouk
|  | Osmifinále       | Osmifinále       | Osmifinále | Osmifinále |   |              | Čtvrtfinále | Čtvrtfinále | Čtvrtfinále | Čtvrtfinále |  |                  | Semifinále | Semifinále | Semifinále | Semifinále |                 |   | Finále | Finále |
|  |                  |                  |            |            |   |              |             |             |             |             |  |                  |            |            |            |            |                 |   |        |        |
|  | Rapperswil       | 4                | 3          | 7          |   |              |             |             |             |             |  |                  |            |            |            |            |                 |   |        |        |
|  | Adler Mannheim   | 1                | 1          | 2          |   |              |             |             |             |             |  |                  |            |            |            |            |                 |   |        |        |
|  | Adler Mannheim   | 1                | 1          | 2          |   | Rapperswil   | 2           | 1           | 3           |             |  |                  |            |            |            |            |                 |   |        |        |
|  |                  |                  |            |            |   | Rapperswil   | 2           | 1           | 3           |             |  |                  |            |            |            |            |                 |   |        |        |
|  |                  | Vítkovice Ridera | 1          | 5          | 6 |              |             |             |             |             |  |                  |            |            |            |            |                 |   |        |        |
|  | Pelicans         | Vítkovice Ridera | 1          | 5          | 6 | 0            | 1           | 1           |             |             |  |                  |            |            |            |            |                 |   |        |        |
|  | Pelicans         |                  |            |            |   | 0            | 1           | 1           |             |             |  |                  |            |            |            |            |                 |   |        |        |
|  | Vítkovice Ridera | 3                | 1          | 4          |   |              |             |             |             |             |  |                  |            |            |            |            |                 |   |        |        |
|  | Vítkovice Ridera | 3                | 1          | 4          |   |              |             |             |             |             |  | Vítkovice Ridera | 2          | 2          | 4          |            |                 |   |        |        |
|  |                  |                  |            |            |   |              |             |             |             |             |  | Vítkovice Ridera | 2          | 2          | 4          |            |                 |   |        |        |
|  |                  | Skellefteå AIK   | 4          | 1          | 5 |              |             |             |             |             |  |                  |            |            |            |            |                 |   |        |        |
|  | EHC Biel-Bienne  | Skellefteå AIK   | 4          | 1          | 5 | 3            | 4           | 7           |             |             |  |                  |            |            |            |            |                 |   |        |        |
|  | EHC Biel-Bienne  |                  |            |            |   | 3            | 4           | 7           |             |             |  |                  |            |            |            |            |                 |   |        |        |
|  | Färjestad BK     | 5                | 6          | 11         |   |              |             |             |             |             |  |                  |            |            |            |            |                 |   |        |        |
|  | Färjestad BK     | 5                | 6          | 11         |   | Färjestad BK | 4           | 1           | 5           |             |  |                  |            |            |            |            |                 |   |        |        |
|  |                  |                  |            |            |   | Färjestad BK | 4           | 1           | 5           |             |  |                  |            |            |            |            |                 |   |        |        |
|  |                  | Skellefteå AIK   | 3          | 4          | 7 |              |             |             |             |             |  |                  |            |            |            |            |                 |   |        |        |
|  | Oceláři Třinec   | Skellefteå AIK   | 3          | 4          | 7 | 4            | 2           | 6           |             |             |  |                  |            |            |            |            |                 |   |        |        |
|  | Oceláři Třinec   |                  |            |            |   | 4            | 2           | 6           |             |             |  |                  |            |            |            |            |                 |   |        |        |
|  | Skellefteå AIK   | 3                | 5          | 8          |   |              |             |             |             |             |  |                  |            |            |            |            |                 |   |        |        |
|  | Skellefteå AIK   | 3                | 5          | 8          |   |              |             |             |             |             |  |                  |            |            |            |            | Servette Ženeva | 3 |        |        |
|  |                  |                  |            |            |   |              |             |             |             |             |  |                  |            |            |            |            |                 | 3 |        |        |
|  |                  | Skellefteå AIK   | 2          |            |   |              |             |             |             |             |  |                  |            |            |            |            |                 |   |        |        |
|  | ERC Ingolstadt   | Skellefteå AIK   | 2          | 1          | 3 | 4            |             |             |             |             |  |                  |            |            |            |            |                 |   |        |        |
|  | ERC Ingolstadt   |                  |            | 1          | 3 | 4            |             |             |             |             |  |                  |            |            |            |            |                 |   |        |        |
|  | Växjö Lakers     | 4                | 3          | 7          |   |              |             |             |             |             |  |                  |            |            |            |            |                 |   |        |        |
|  | Växjö Lakers     | 4                | 3          | 7          |   | Växjö Lakers | 1           | 3           | 4           |             |  |                  |            |            |            |            |                 |   |        |        |
|  |                  |                  |            |            |   | Växjö Lakers | 1           | 3           | 4           |             |  |                  |            |            |            |            |                 |   |        |        |
|  |                  | Servette Ženeva  | 4          | 2          | 6 |              |             |             |             |             |  |                  |            |            |            |            |                 |   |        |        |
|  | Red Bull München | Servette Ženeva  | 4          | 2          | 6 | 3            | 1           | 4           |             |             |  |                  |            |            |            |            |                 |   |        |        |
|  | Red Bull München |                  |            |            |   | 3            | 1           | 4           |             |             |  |                  |            |            |            |            |                 |   |        |        |
|  | Servette Ženeva  | 2                | 3          | 5          |   |              |             |             |             |             |  |                  |            |            |            |            |                 |   |        |        |
|  | Servette Ženeva  | 2                | 3          | 5          |   |              |             |             |             |             |  | Servette Ženeva  | 2          | 3          | 5          |            |                 |   |        |        |
|  |                  |                  |            |            |   |              |             |             |             |             |  | Servette Ženeva  | 2          | 3          | 5          |            |                 |   |        |        |
|  |                  | Lukko            | 2          | 2          | 4 |              |             |             |             |             |  |                  |            |            |            |            |                 |   |        |        |
|  | HC Innsbruck     | Lukko            | 2          | 2          | 4 | 2            | 1           | 3           |             |             |  |                  |            |            |            |            |                 |   |        |        |
|  | HC Innsbruck     |                  |            |            |   | 2            | 1           | 3           |             |             |  |                  |            |            |            |            |                 |   |        |        |
|  | Lukko (PP)       | 2                | 2          | 4          |   |              |             |             |             |             |  |                  |            |            |            |            |                 |   |        |        |
|  | Lukko (PP)       | 2                | 2          | 4          |   | Lukko        | 6           | 2           | 8           |             |  |                  |            |            |            |            |                 |   |        |        |
|  |                  |                  |            |            |   | Lukko        | 6           | 2           | 8           |             |  |                  |            |            |            |            |                 |   |        |        |
|  |                  | Dynamo Pardubice | 4          | 3          | 7 |              |             |             |             |             |  |                  |            |            |            |            |                 |   |        |        |
|  | Tampereen Ilves  | Dynamo Pardubice | 4          | 3          | 7 | 1            | 2           | 3           |             |             |  |                  |            |            |            |            |                 |   |        |        |
|  | Tampereen Ilves  |                  |            |            |   | 1            | 2           | 3           |             |             |  |                  |            |            |            |            |                 |   |        |        |
|  | Dynamo Pardubice | 3                | 2          | 5          |   |              |             |             |             |             |  |                  |            |            |            |            |                 |   |        |        |

### Osmifinále
První zápasy se odehráli 14. a 15. listopadu, odvety poté 21. a 22. listopadu 2023.
| 14. listopadu 2023 19:45 | SC Rapperswil-Jona Lakers | 4 : 1 (2:1, 0:0, 2:0) | Adler Mannheim | St. Galler Kantonalbank Arena, Rapperswil-Jona Návštěvnost: 3 515 |  |

| Report |

| 21. listopadu 2023 19:30 | Adler Mannheim | 1 : 3 (0:1, 0:1, 1:1) | SC Rapperswil-Jona Lakers | SAP Arena, Mannheim Návštěvnost: 3 812 |  |

| Report |

V součtu 7:2, do čtvrtfinále postoupil tým SC Rapperswil-Jona Lakers.
| 14. listopadu 2023 18:30 | ERC Ingolstadt | 1 : 4 (0:2, 1:2, 0:0) | Växjö Lakers | SATURN-Arena, Ingolstadt Návštěvnost: 2 654 |  |

| Report |

| 21. listopadu 2023 18:00 | Växjö Lakers | 3 : 3 (2:1, 0:0, 1:2) | ERC Ingolstadt | Vida Arena, Växjö Návštěvnost: 2 771 |  |

| Report |

V součtu 7:4, do čtvrtfinále postoupil tým Växjö Lakers.
| 14. listopadu 2023 20:20 | HC Innsbruck | 2 : 2 (0:2, 1:0, 1:0) | Lukko | TIWAG Arena, Innsbruck Návštěvnost: 2 000 |  |

| Report |

| 22. listopadu 2023 17:30 | Lukko | 2 : 1 (PP) (1:0, 0:0, 0:1 — 1:0) | HC Innsbruck | Kivikylän Areena, Rauma Návštěvnost: 1602 |  |

| Report |

V součtu 4:3, do čtvrtfinále postoupil tým Lukko.
| 14. listopadu 2023 19:45 | EHC Biel-Bienne | 3 : 5 (1:1, 1:3, 1:1) | Färjestad BK | Tissot Arena, Biel Návštěvnost: 3 533 |  |

| Report |

| 21. listopadu 2023 19:00 | Färjestad BK | 6 : 4 (2:0, 2:2, 2:2) | EHC Biel-Bienne | Löfbergs Arena, Karlstad Návštěvnost: 2 397 |  |

| Report |

V součtu 11:7, do čtvrtfinále postoupil tým Färjestad BK.
| 14. listopadu 2023 18:00 | Oceláři Třinec | 4 : 3 (2:0, 0:1, 2:2) | Skellefteå AIK | Werk Arena, Třinec Návštěvnost: 3 547 |  |

| Report |

| 21. listopadu 2023 18:00 | Skellefteå AIK | 5 : 2 (1:1, 2:0, 2:1) | Oceláři Třinec | Skellefteå Kraft Arena, Skellefteå Návštěvnost: 1 892 |  |

| Report |

V součtu 8:6, do čtvrtfinále postoupil tým Skellefteå AIK.
| 15. listopadu 2023 17:30 | Tampereen Ilves | 1 : 3 (1:1, 0:2, 0:0) | Dynamo Pardubice | Nokia Arena, Tampere Návštěvnost: 3 538 |  |

| Report |

| 21. listopadu 2023 17:30 | Dynamo Pardubice | 2 : 2 (0:1, 1:1, 1:0) | Tampereen Ilves | Enteria arena, Pardubice Návštěvnost: 4 597 |  |

| Report |

V součtu 5:3, do čtvrtfinále postoupil tým Dynamo Pardubice.
| 15. listopadu 2023 19:30 | Red Bull München | 3 : 2 (2:0, 0:0, 1:2) | HC Servette Ženeva | Olympia-Eisstadion, Mnichov Návštěvnost: 3 027 |  |

| Report |

| 22. listopadu 2023 19:45 | HC Servette Ženeva | 3 : 1 (0:1, 1:0, 2:0) | Red Bull München | Patinoire des Vernets, Ženeva Návštěvnost: 5 527 |  |

| Report |

V součtu 5:4, do čtvrtfinále postoupil tým HC Servette Ženeva.
| 14. listopadu 2023 17:30 | Pelicans | 0 : 3 Kontumace | Vítkovice Ridera | Isku Areena, Lahti |  |

| Report |

| 21. listopadu 2023 18:00 | Vítkovice Ridera | 1 : 1 (1:0, 0:0, 0:1) | Pelicans | Ostravar Aréna, Ostrava Návštěvnost: 4 007 |  |

| Report |

V součtu 4:1, do čtvrtfinále postoupil tým Vítkovice Ridera.

### Čtvrtfinále
| 5. prosince 2023 19:45 | SC Rapperswil-Jona Lakers | 2 : 1 (2:1, 0:0, 0:0) | Vítkovice Ridera | St. Galler Kantonalbank Arena, Rapperswil-Jona Návštěvnost: 2 933 |  |

| Report |

| 12. prosince 2023 18:00 | Vítkovice Ridera | 5 : 1 (0:1, 3:0, 2:0) | SC Rapperswil-Jona Lakers | Ostravar Aréna, Ostrava Návštěvnost: 4 055 |  |

| Report |

V součtu 6:3, do semifinále postoupil tým Vítkovice Ridera.
| 5. prosince 2023 19:45 | HC Servette Ženeva | 4 : 1 (3:0, 1:0, 0:1) | Växjö Lakers | Patinoire des Vernets, Ženeva Návštěvnost: 3 494 |  |

| Report |

| 12. prosince 2023 19:00 | Växjö Lakers | 3 : 2 (0:0, 1:0, 2:2) | HC Servette Ženeva | Vida Arena, Växjö Návštěvnost: 1 752 |  |

| Report |

V součtu 6:4, do semifinále postoupil tým HC Servette Ženeva.
| 6. prosince 2023 18:00 | Dynamo Pardubice | 4 : 6 (2:4, 0:1, 2:1) | Lukko | Enteria arena, Pardubice Návštěvnost: 4 129 |  |

| Report |

| 12. prosince 2023 17:30 | Lukko | 2 : 3 (0:0, 2:1, 0:2) | Dynamo Pardubice | Kivikylän Areena, Rauma Návštěvnost: 3 172 |  |

| Report |

V součtu 8:7, do semifinále postoupil tým Lukko.
| 5. prosince 2023 19:00 | Skellefteå AIK | 3 : 4 (1:1, 0:2, 2:1) | Färjestad BK | Skellefteå Kraft Arena, Skellefteå Návštěvnost: 3 417 |  |

| Report |

| 12. prosince 2023 19:00 | Färjestad BK | 1 : 4 (1:1, 0:0, 0:3) | Skellefteå AIK | Löfbergs Arena, Karlstad Návštěvnost: 4 837 |  |

| Report |

V součtu 7:5, do semifinále postoupil tým Skellefteå AIK.

### Semifinále
| 9. ledna 2024 20:15 | HC Servette Ženeva | 2 : 2 (1:0, 1:2, 0:0) | Lukko | Patinoire des Vernets, Ženeva Návštěvnost: 4 371 |  |

| Report |

| 16. ledna 2024 17:30 | Lukko | 2 : 3 (2:0, 0:2, 0:1) | HC Servette Ženeva | Kivikylän Areena, Rauma Návštěvnost: 4 322 |  |

| Report |

V součtu 5:4, do finále postoupil tým HC Servette Ženeva.
| 9. ledna 2024 18:00 | Vítkovice Ridera | 2 : 4 (2:2, 0:1, 0:1) | Skellefteå AIK | Ostravar Aréna, Ostrava Návštěvnost: 5 455 |  |

| Report |

| 16. ledna 2024 19:00 | Skellefteå AIK | 1 : 2 (1:0, 0:1, 0:1) | Vítkovice Ridera | Skellefteå Kraft Arena, Skellefteå Návštěvnost: 4 029 |  |

| Report |

V součtu 5:4, do finále postoupil tým Skellefteå AIK.

### Finále
| 20. února 2024 19:30 | HC Servette Ženeva | 3 : 2 (3:1, 0:0, 0:1) | Skellefteå AIK | Patinoire des Vernets, Ženeva Návštěvnost: 7 135 |  |

| Report                                                                                          |                                                                                                 |                     |                                                         |                                                                       |
| Jussi Olkinuora                                                                                 | Jussi Olkinuora                                                                                 | Brankáři            | Linus Söderström                                        | Rozhodčí: Mikko Kaukokari Joonas Kova Čároví: Josef Špůr Jiří Svoboda |
| Berthon (Jacquemet, Jooris) 05:34' Manninen (Hartikainen) 17:37' Winnik (Berni, Praplan) 18:41' | Berthon (Jacquemet, Jooris) 05:34' Manninen (Hartikainen) 17:37' Winnik (Berni, Praplan) 18:41' | 1:0 1:1 2:1 3:1 3:2 | 11:44' Dzierkals (Lindholm, Forsfjäll) 48:09' Heikkenen | Rozhodčí: Mikko Kaukokari Joonas Kova Čároví: Josef Špůr Jiří Svoboda |
| 6 min                                                                                           | 6 min                                                                                           | Tresty              | 4 min                                                   | Rozhodčí: Mikko Kaukokari Joonas Kova Čároví: Josef Špůr Jiří Svoboda |
| 34                                                                                              | 34                                                                                              | Střely              | 59                                                      | Rozhodčí: Mikko Kaukokari Joonas Kova Čároví: Josef Špůr Jiří Svoboda |

## Hráčské statistiky

### Kanadské bodování
Toto je konečné pořadí hráčů podle dosažených bodů. Za jeden vstřelený gól nebo přihrávku na gól hráč získal jeden bod.
| Poř. | Hráč              | Tým                | Z  | G | A  | B  | TM | +/- |
| ---- | ----------------- | ------------------ | -- | - | -- | -- | -- | --- |
| 1.   | Dominik Lakatoš   | Vítkovice Ridera   | 11 | 7 | 5  | 12 | 8  | -3  |
| 2.   | Sami Vatanen      | HC Servette Ženeva | 13 | 3 | 9  | 12 | 4  | +7  |
| 3.   | Tanner Richard    | HC Servette Ženeva | 13 | 2 | 10 | 12 | 2  | +8  |
| 4.   | Libor Hudáček     | Oceláři Třinec     | 7  | 5 | 6  | 11 | 0  | -1  |
| 5.   | Linus Lindström   | Skellefteå AIK     | 13 | 6 | 5  | 11 | 2  | +10 |
| 6.   | Teemu Hartikainen | HC Servette Ženeva | 13 | 4 | 7  | 11 | 12 | +3  |
| 7.   | Jonathan Blum     | Red Bull München   | 7  | 1 | 9  | 10 | 0  | +8  |
| 8.   | Braeden Shaw      | HC Innsbruck       | 8  | 6 | 4  | 10 | 6  | +4  |
| 9.   | Dylan McLaughlin  | Växjö Lakers       | 9  | 5 | 5  | 10 | 2  | -1  |
| 10.  | Brayden Burke     | Lukko              | 10 | 6 | 4  | 10 | 0  | +4  |

### Hodnocení brankářů
Toto je konečné pořadí nejlepších pěti brankářů.
| Poř. | Hráč               | Tým              | Z. | MIN | OG | PZ  | PS  | POG  | Úsp%  |
| ---- | ------------------ | ---------------- | -- | --- | -- | --- | --- | ---- | ----- |
| 1.   | Matěj Machovský    | Vítkovice Ridera | 6  | 364 | 6  | 178 | 184 | 0.99 | 96.74 |
| 2.   | Jasper Patrikainen | Pelicans         | 3  | 177 | 4  | 83  | 87  | 1.36 | 95.40 |
| 3.   | Tyler Beskorowany  | Belfast Giants   | 6  | 358 | 12 | 160 | 172 | 2.01 | 93.02 |
| 4.   | Felix Brückmann    | Adler Mannheim   | 4  | 240 | 7  | 87  | 94  | 1.75 | 92.55 |
| 5.   | Daniel Lebedeff    | Lukko            | 8  | 480 | 15 | 184 | 199 | 1.88 | 92.46 |

## Vítěz
| Hokejová Liga mistrů 2023/24 HC Servette Ženeva 1. titul |